# Forêts mixtes pannoniques
Localisation
Les forêts mixtes pannoniques forment une écorégion terrestre définie par le Fonds mondial pour la nature (WWF), qui appartient au biome des forêts de feuillus et forêts mixtes tempérées de l'écozone paléarctique. Elle occupe la dépression, cernée par les Alpes, les Carpathes et les Dinarides, appelée plaine de Pannonie en référence à la province antique, et qui comprend toute la Hongrie ainsi qu'une partie de l'Autriche, de la Slovaquie, de la République tchèque, de l'Ukraine, de la Roumanie, de la Serbie, de la Bosnie-Herzégovine, de la Croatie et de la Slovénie.

## Galerie

Paysages de la forêt mixte pannonique
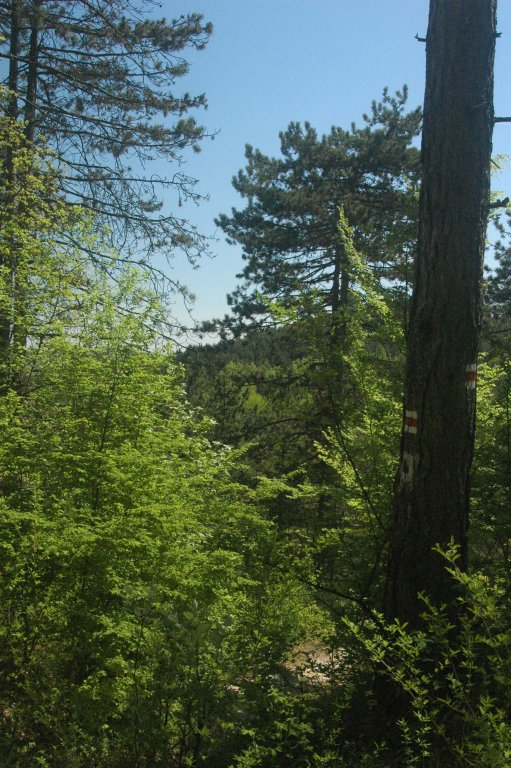
Réserve naturelle de Slopy, région de Trnava (Slovaquie) en 2007
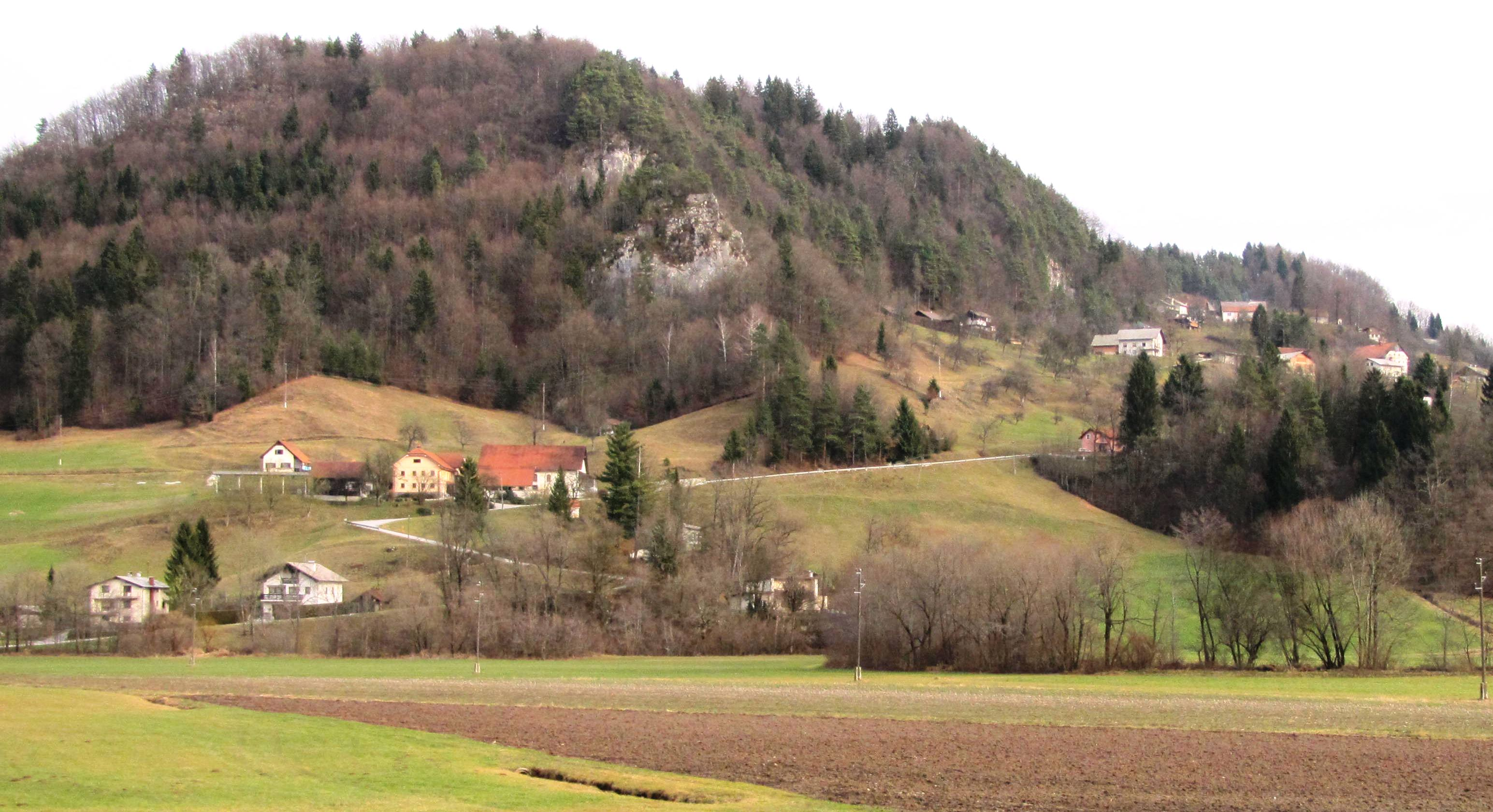
Commune de Dobrova-Polhov Gradec (Slovénie) en 2012
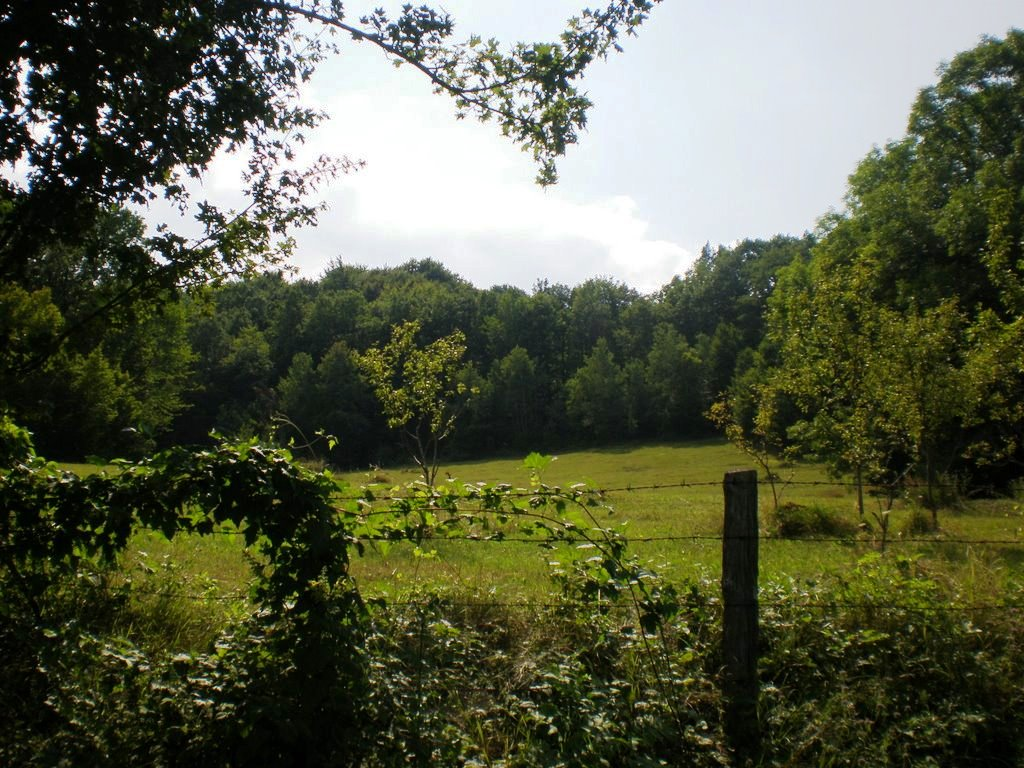
Dabrac (Bosnie-Herzégovine) en 2009
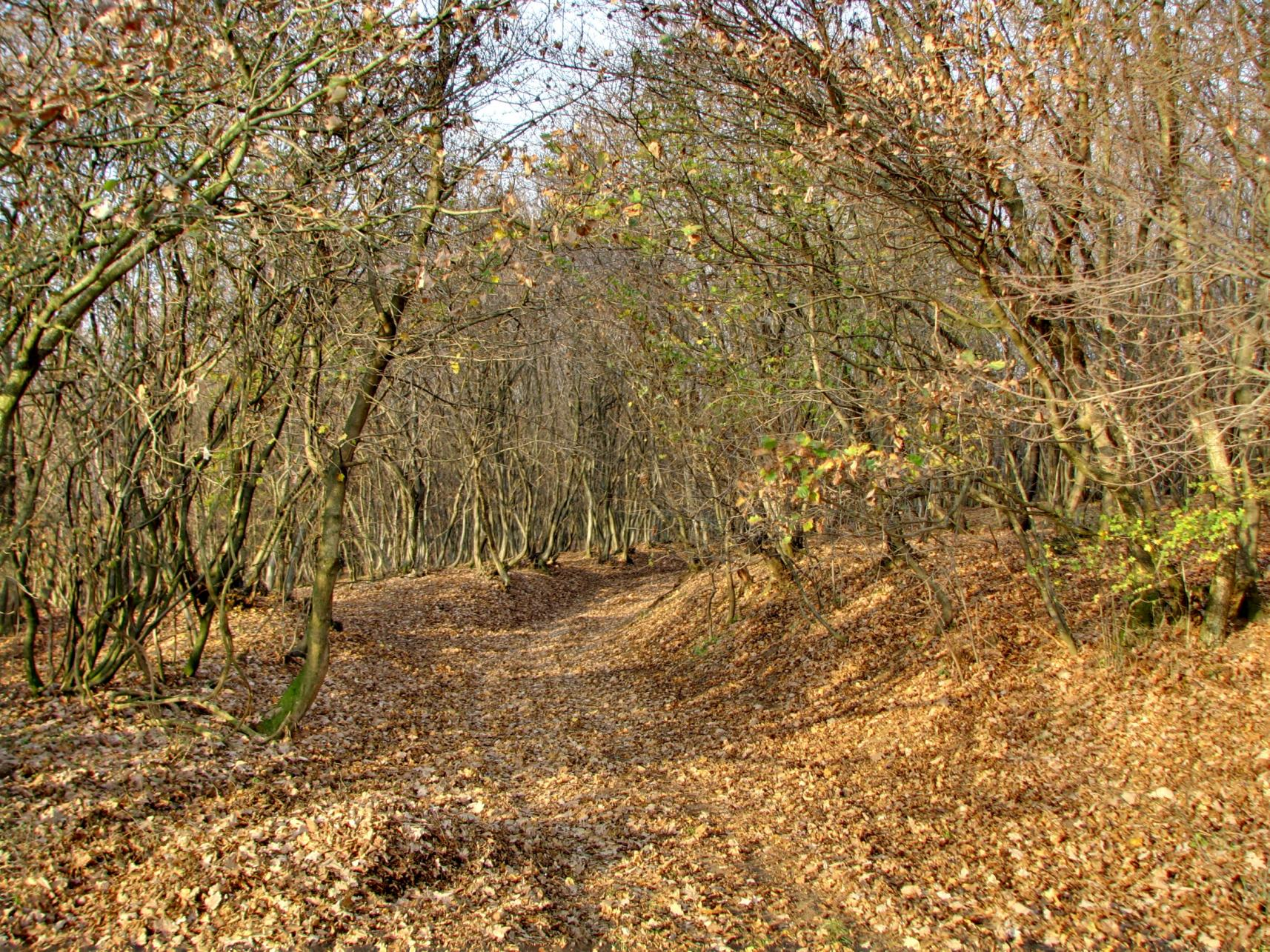
Județ de Mureș (Roumanie) en 2016